# Fable (Robert Miles)
Fable is een nummer van de Zwitsers-Italiaanse dj Robert Miles uit 1996. Het is de tweede single van zijn debuutalbum Dreamland.
Het nummer werd ingezongen door Fiorella Quinn, maar zij staat niet vermeld op de credits. Na Children werd "Fable" de tweede grote hit voor Miles. Het bereikte de nummer 1-positie in Italië, en de 3e positie in Zwitserland. In de Nederlandse Top 40 was het succes iets bescheidener met een 24e positie, wel werd de plaat een groot succes in de Vlaamse Ultratop 50, waar het ook de 3e positie wist te behalen.